# Lubanowo (gromada)
Lubanowo – dawna gromada, czyli najmniejsza jednostka podziału terytorialnego Polskiej Rzeczypospolitej Ludowej w latach 1954–1972.
Gromady, z gromadzkimi radami narodowymi (GRN) jako organami władzy najniższego stopnia na wsi, funkcjonowały od reformy reorganizującej administrację wiejską przeprowadzonej jesienią 1954 do momentu ich zniesienia z dniem 1 stycznia 1973, tym samym wypierając organizację gminną w latach 1954–1972.
Gromadę Lubanowo z siedzibą GRN w Lubanowie utworzono – jako jedną z 8759 gromad na obszarze Polski – w powiecie gryfińskim w woj. szczecińskim na mocy uchwały nr V/44/54 WRN w Szczecinie z dnia 5 października 1954. W skład jednostki weszły obszary dotychczasowych gromad Kunowo, Lubanowo i Sosnowo ze zniesionej gminy Banie oraz obszar dotychczasowej gromady Rożnowo ze zniesionej gminy Borzym w tymże powiecie. Dla gromady ustalono 13 członków gromadzkiej rady narodowej.
29 lutego 1956 z gromady Lubanowo wyłączono wieś Kunowo, włączając ją do nowo utworzonej gromady Czarnowo w powiecie pyrzyckim w tymże województwie.
31 grudnia 1959 do gromady Lubanowo włączono miejscowości Babinek, Białostroń, Kośliny i Zaborzyn ze znoszonej gromady Lubicz w tymże powiecie.
Gromadę zniesiono 1 stycznia 1972, a jej obszar włączono do gromady Banie w tymże powiecie.